# Joan Baptista Cendrós i Carbonell
Joan Baptista Cendrós i Carbonell   (Barcelona, 1916 - Barcelona, 9 de juliol de 1986) fou un empresari, mecenes i promotor cultural català.

## Biografia
Fill de Joan Baptista Cendrós i Rovira, perruquer de Valls que es va traslladar a l'Eixample de Barcelona.
Poc abans de l'esclat de la guerra civil espanyola, es graduà com a intendent mercantil. Cap als anys quaranta dirigí l'empresa de perfumeria i cosmètica Haugron Cientifical, SA, que fundà el seu pare el 1928 i que produïa el massatge facial Floïd, i amb els beneficis esdevingué patrocinador de nombroses activitats culturals catalanes durant el franquisme. El 1979 vengué l'empresa a Revlon. Fou consogre de Josep Colomer Ametller, fundador de l'empresa de cosmètica i bellesa Henry-Colomer.
El 1961 fou uns dels fundadors i mecenes d'Òmnium Cultural, entitat on fou durant vint-i-tres anys el secretari general. El 1962 var adquirir l'Editorial Aymà, on va tenir de director literari Joan Oliver. També finançà el funcionament de l'Institut d'Estudis Catalans. Fou un dels patrocinadors dels autors de la Nova Cançó, d'Edicions Proa, dels premis Sant Jordi i Carles Riba el 1959 i de la Fundació Enciclopèdia Catalana el 1980. Paral·lelament, fou un dels fundadors i consellers de Banca Catalana.
Participà igualment en política. El 1967, el segrest de l'edició d'una història de Catalunya per als infants, la Història de Catalunya Il·lustrada de Ferran Soldevila, l'enfrontà al ministre d'informació Manuel Fraga. A finals dels seixanta fundà amb altres el grup Llibertat i Democràcia Social, que el 1975 es convertiria en el partit polític Esquerra Democràtica de Catalunya. Aquest partit es presentà a les eleccions generals espanyoles de 1977 dins el Pacte Democràtic per Catalunya, que finalment es va integrar en Convergència Democràtica de Catalunya. El dia 25 d'octubre de 1985 se li va concedir la Creu de Sant Jordi. Casat amb Maria Rosa Jorba Sanz, tingué quatre filles i el seu net fou el polític David Madí i Cendrós. Gendre seu va ser el catedràtic d'història medieval de la Universitat de Barcelona Salvador Claramunt i Rodríguez.
Va morir d'un atac de cor el 9 de juliol de 1986, que va patir a la Clínica Quirón de Barcelona on era ingressat per una embòlia pulmonar que havia patit uns dies abans.